# Боян Дамянов
Боян Дамянов е български финансист.

## Биография
Роден е в Свищов през 1873 г. Защитава докторат по политическа икономия в Лайпциг през 1898 г.
Завръща се в България започва да работи като деловодител в пловдивския клон на БНБ. В периода април 1911 – май 1920 г. е главен счетоводител и директор на пловдивския клон. Сред основателите е на Института на заклетите експерт-счетоводители. Отделно е първи редактор на издаваното от института списание. Управител е на БНБ от 1920 до 1922 г.

## Памет
На Боян Дамянов е наречена улица в квартал „Къро“ в София (Карта).